# Sam Firstenberg

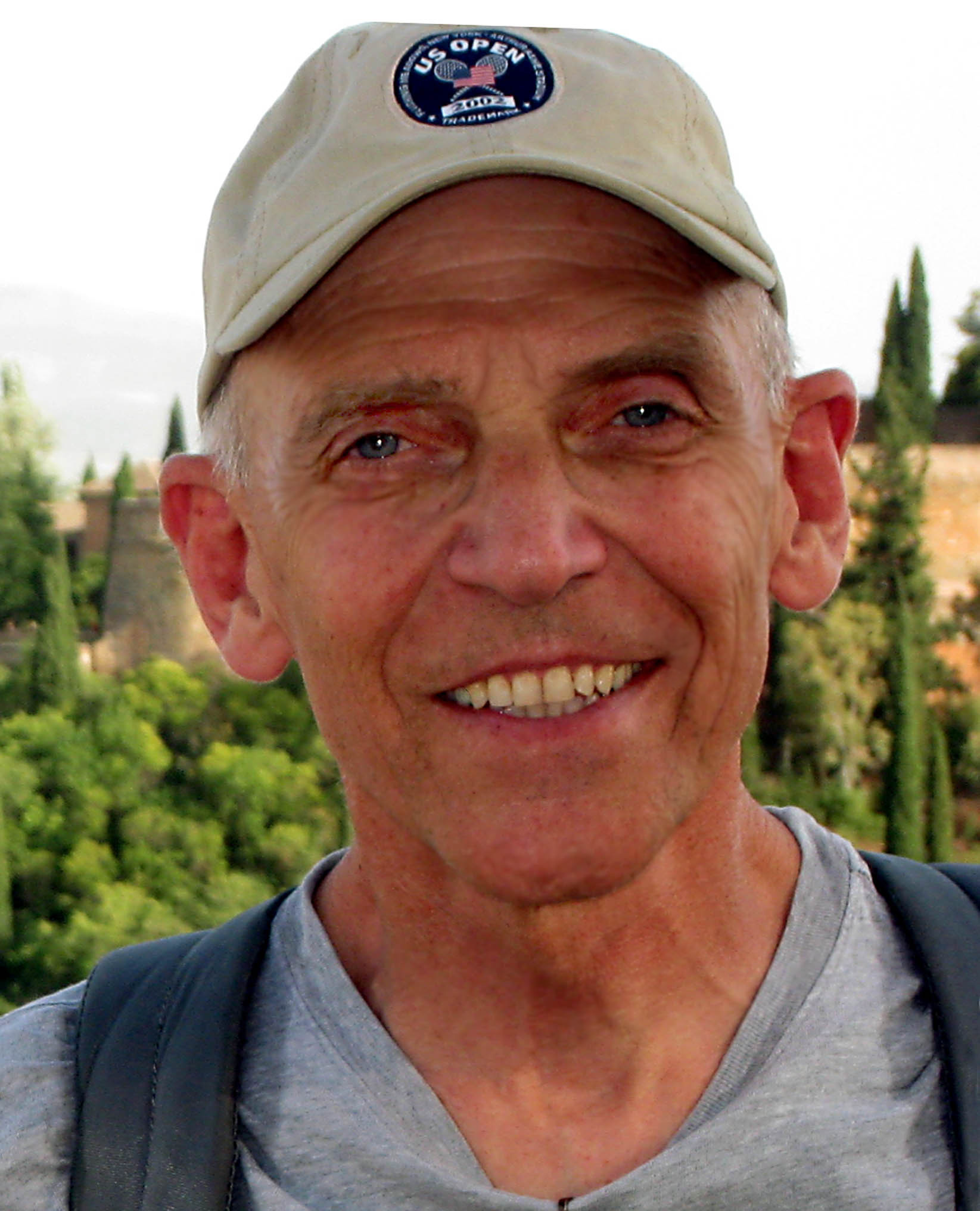
Sam Firstenberg, 2012

Sam Firstenberg, geboren als Shmulik Firstenberg (* 13. März 1950 in Wałbrzych, Polen), ist ein polnisch-US-amerikanischer Filmregisseur. Bekannt wurde er in den 1980er Jahren für die Inszenierung von B-Filmen im Action-Genre. Sein wohl bekanntester Film ist American Fighter aus dem Jahr 1985.

## Leben
Firstenberg wurde in Wałbrzych (ehemals Waldenburg/Schlesien) in Polen geboren. Seine Eltern wanderten mit ihm in den 1950er Jahren in die USA aus, wo er seinen Vornamen in Sam änderte.
Ende der 1970er Jahre studierte Firstenberg an der Loyola Marymount University in Los Angeles, wo er den späteren Filmproduzenten David Womark kennenlernte, mit dem er nachfolgend noch öfter zusammenarbeiten sollte. An der Universität begannen beide an dem Film Die Begegnung zu arbeiten, den sie mit Unterstützung des Produzenten Menahem Golan fertig stellen konnten und der einige Jahre später in Golans Verleih The Cannon Group veröffentlicht wurde.
Firstenberg durchlief in den folgenden Jahren verschiedene Positionen und Tätigkeiten bei diversen Filmproduktionen von Golan, wechselte mit zu Cannon und wurde schließlich auch als Regisseur für Cannon Films tätig. Die Mehrzahl seiner Filme wurde von Menahem Golan und Yoram Globus für deren Firma Cannon Films produziert. Ein Schauspieler, mit dem er mehrmals zusammenarbeitete, ist Michael Dudikoff. 
Mit Spiders 2 drehte Firstenberg 2001 seinen ersten eigenen Beitrag zum Genre des Tierhorror. 

## Filmografie
- 1983: Die Begegnung (One More Chance)
- 1983: Die Rückkehr der Ninja (Revenge of the Ninja)
- 1984: Electric Boogaloo (Breakin' 2: Electric Boogaloo)
- 1984: Die Herrschaft der Ninja (Ninja III: The Domination)
- 1985: American Fighter (American Ninja)
- 1986: Nighthunter (Avenging Force)
- 1987: American Fighter II – Der Auftrag (American Ninja 2: The Confrontation)
- 1988: Riverbend
- 1989: The Day we met
- 1990: Delta Force 3 – The Killing Game
- 1992: American Samurai
- 1993: Cyborg Cop
- 1994: Blood Warriors
- 1995: Cyborg Cop II
- 1996: Mord unter heißer Sonne (Criss Cross)
- 1997: Operation Delta Force
- 1997: Die Hawking Affäre (Motel Blue)
- 1999: The Replacement – Todeskommando Weißes Haus (The Alternate)
- 2000: Mystery of the Seas
- 2001: Spiders 2 (Spiders II: Breeding Ground)
- 2001: Quicksand